# Psychologische thriller
Een psychologische thriller is een genre (literair genre, filmgenre) waarin vooral het psychologische aspect in een thriller belicht wordt. Waar een thriller in het algemeen een verhaal of film is met een spannende plot, wordt bij een psychologische thriller een karakterschets van de hoofdpersoon en andere personages neergezet en gedurende de film gevolgd.
De psychologische thriller als film heeft raakvlakken met filmgenres als mystery, thriller, sciencefiction en horror.

## Voorbeelden

### Films
- 21 Grams
- Abre los ojos
- American Psycho
- Black Swan
- Disturbia
- Donnie Darko
- eXistenZ
- Fight Club
- Hannibal
- Hurry Up Tomorrow
- Identity
- The Jacket
- Jacob's Ladder
- Lost Highway
- The Machinist
- Marnie
- Memento
- Mulholland Drive
- November
- Obsession
- Oldboy
- Pi
- Psycho
- Rebecca
- Red Dragon
- Secret Window
- Session 9
- The Sixth Sense
- Shattered
- Silent Hill
- The Shining
- Signs
- The Silence of the Lambs
- Spellbound
- Spider
- Stay
- Swimming Pool
- The Game
- The Tenant
- Vanilla Sky
- Vertigo
- Wicker Park

### Schrijvers en regisseurs
- Brad Anderson houdt zich voornamelijk bezig met psychologische horror. Hij is de regisseur van The Machinist en Session 9.
- Dario Argento is een Italiaanse regisseur van veelal psychologische mysteries waarbij het verleden van zijn personages hun acties in het heden bepaalt.
- David Cronenberg is een Canadese regisseur van onder meer The Brood, Scanners, Videodrome, The Dead Zone, Dead Ringers en Spider.
- Brian De Palma gebruikt de erotiek in zijn thrillers. Hij regisseerde onder meer Sisters, Obsession, Dressed to Kill, Body Double en Raising Cain.
- David Fincher is onder meer de regisseur van Se7en, Fight Club en The Game.
- Nicci French is het pseudoniem van het echtpaar Nicci Gerrard en Sean French die samen psychologische thrillers schrijven. Ze schreven thrillers zoals het Geheugenspel, de Rode kamer, het Veilige huis en de Frieda Klein reeks.
- Thomas Harris is de schrijver van de Hannibal Lecter trilogie.
- Alfred Hitchcock is de "master of suspense" en gebruikte vaak freudiaanse concepten in zijn thrillers, zoals in Rebecca, Spellbound, Vertigo, Psycho en Marnie.
- Satoshi Kon is een Japanse regisseur van anime die ook als psychologische thrillers gekenmerkt kunnen worden.
- David Lynch is een surrealistische regisseur. Hij is onder meer bekend van de televisieserie Twin Peaks en de films Lost Highway en Mulholland Drive. Hij gebruikt vaak de techniek dat zijn hoofdrolspelers ook vooraf niet de plot van het verhaal kennen.
- Christopher Nolan is een Brits regisseur en probeert in films als Memento en Following voornamelijk aan te geven hoe het menselijk brein kan werken.
- Roman Polański is een Pools regisseur wiens thrillers zich richten op de vervreemd en het geïsoleerd raken van zijn karakters.
- M. Night Shyamalan is een Indiase regisseur die bekend werd door The Sixth Sense en later ook The Village en Signs regisseerde. Zijn films hebben meestal een onverwacht einde.
- Lisa Unger